# Контрареволюция
Контрареволюцията е обществен процес, противоположен по посока и сила на революцията.
Възниква като реакция срещу революционните движения в Европа след Великата Френска революция. Оказва силно и специфично отражение след Октомврийска и Ноемврийска революции върху идеологиите на фашизма и нацизма в периода между двете световни войни през 20 век.
Контрареволюционното движение по правило се стреми към реставрация на съществуващата отпреди революциите държавност, обществени отношения и ред.